# Demonware
Demonware, Inc. é uma empresa irlandesa de desenvolvimento de software e uma subsidiária da Activision, uma divisão de jogos eletrônicos da Activision Blizzard. Os produtos da Demonware permitem que os editores de jogos terceirizem seus requisitos de rede, permitindo que eles se concentrem na jogabilidade. A organização tem sua sede em Dublin, Irlanda; e escritórios em Vancouver, Canadá e Xangai, China.

## História
A Demonware foi fundada em 2003 por Dylan Collins e Sean Blanchfield. Em maio de 2007, a organização foi comprada pela Activision. Durante a aquisição, a Activision ofereceu contratos de longo prazo à equipe de gestão e aos funcionários da Demonware.

## Produtos
Os principais produtos desenvolvidos pela Demonware incluem o "Demonware State Engine" e o "Matchmaking+". O State Engine é uma estrutura de programação C++ de sincronização de estado de alto desempenho que elimina a necessidade de reinventar o netcode em jogos multijogador. O Matchmaking+ fornece serviços para jogos multijogador, como matchmaking, criação de perfil de usuário e estatísticas de jogo. O principal produto da Demonware, que é usado para multijogador na franquia Call of Duty (entre outros jogos), é programado em Erlang and Python.

## Ligações Externas
- Site oficial da Demonware